# Saratoga County
Saratoga County ist ein County im Bundesstaat New York der Vereinigten Staaten. Bei der Volkszählung im Jahr 2020 hatte Saratoga County 235.509 Einwohner und eine Bevölkerungsdichte von 112 Einwohnern pro Quadratkilometer. Der Verwaltungssitz (County Seat) ist Ballston Spa.

## Geographie
Saratoga County liegt am Süd- und Westufer in der Biegung des Hudson River von Osten nach Süden, der zugleich die östliche und nördliche Begrenzung des Countys darstellt. Die südliche Grenze des Countys wird zum Teil durch den Mohawk River gebildet, der wenige Kilometer südöstlich in den Hudson River mündet.
Größter See des Gebietes ist der Saratoga Lake; weitere wichtige Wasserflächen sind der östliche Ausläufer des Great Sacandaga Lake und der Round Lake.
Das Gelände besteht in der Hauptsache aus hügeligen, zum Teil felsigen Unebenheiten, die im nördlichen Teil bis zu 250 Meter Höhe erreichen und stark eiszeitlich geprägt sind. Die Flächen sind weitgehend bewaldet, soweit sie nicht landwirtschaftlich genutzt oder bebaut sind.
Das County hat eine Fläche von 2190,8 Quadratkilometern, wovon 87,6 Quadratkilometer Wasserfläche sind.

### Umliegende Gebiete
| Hamilton County                 | Warren County | Washington County |
| Fulton County Montgomery County |               | Washington County |
| Schenectady County              | Albany County | Rensselaer County |

## Geschichte

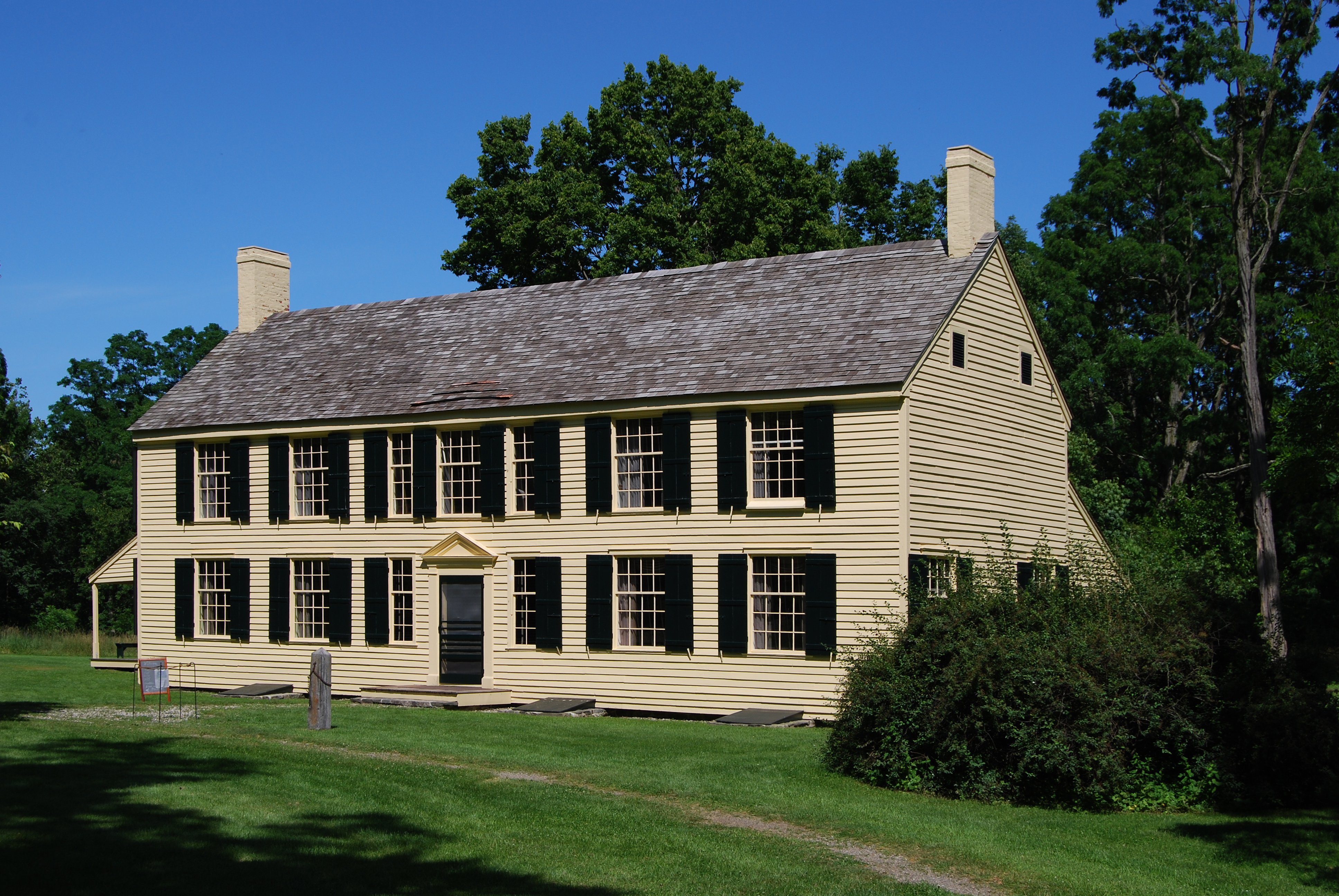
Haus von General Philip Schuyler im Saratoga National Historical Park (2009)

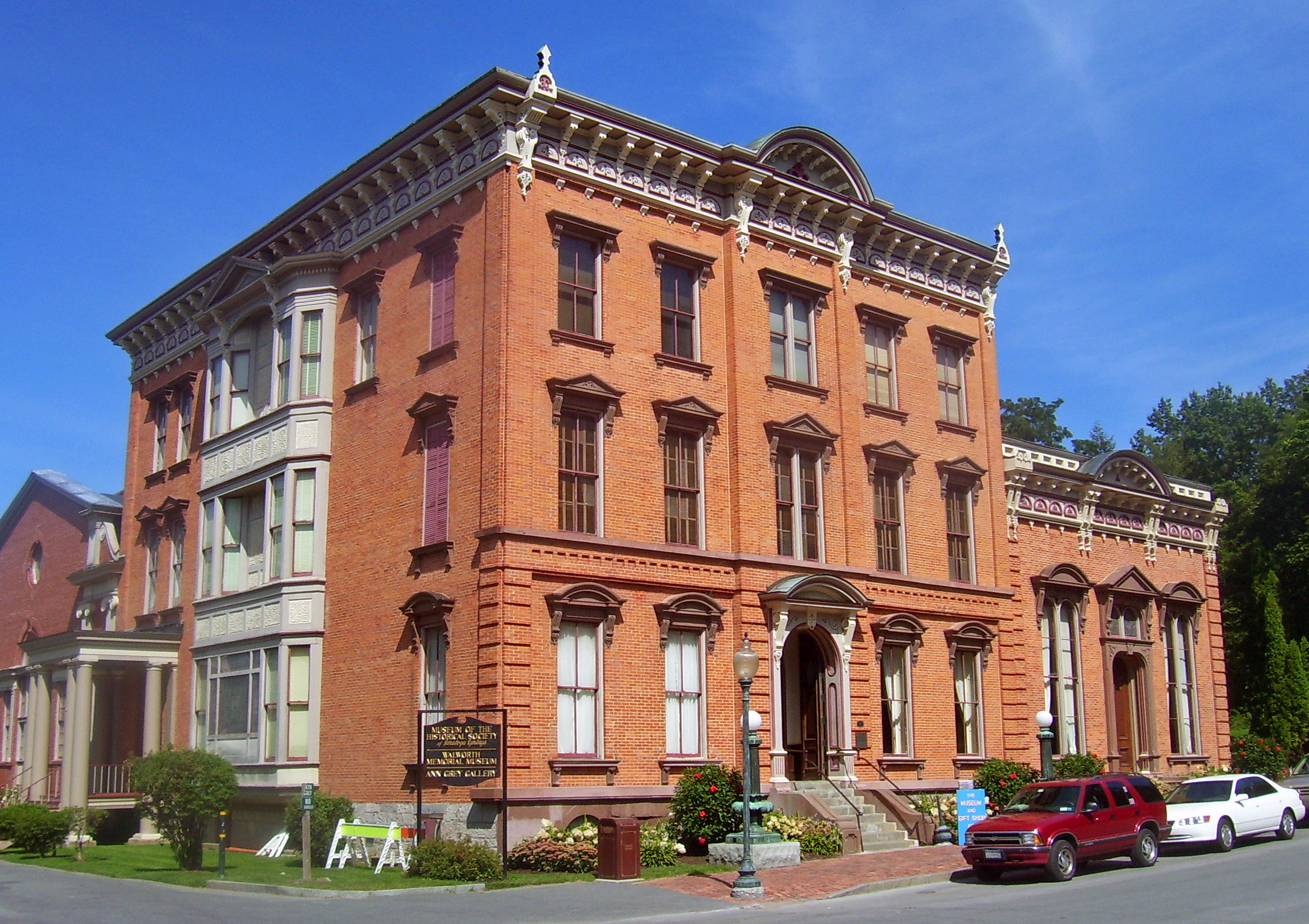
Das Canfield Casino and Congress Park (2008) hat den Status einer National Historic Landmark.

Das Gebiet des heutigen Saratoga County wurde ursprünglich von Stämmen der Mohawks bewohnt. Die Holländer, von Süden über den Hudson River und nach Westen über den Mohawk River kommend, erforschten das Hinterland. Nach der militärischen Vertreibung der Holländer durch die Engländer wurde das Gebiet durch mehrere Verkäufe an Landerschließungs-Firmen, von denen der größte der Region, der Queensborough-Patent, am 26. Juli 1683 von den Mohawks vertraglich bestätigt wurde, für die Siedler vorbereitet. Die staatliche Verwaltung des Gebietes wurde am 1. November 1683 aufgenommen, das zu diesem Zeitpunkt große Teile des heutigen Bundesstaates New York einnahm und bei steigender Bevölkerungszahl der Regionen in eigenständige, kleinere Verwaltungseinheiten unterteilt wurde.
Doch die Siedlerzahlen im Gebiet stiegen nur langsam an. Grund dafür war in erster Linie die Unsicherheit für die Siedler, da die Grenzziehung zwischen den englischen Gebieten im Süden und den französischen Regionen im Norden umstritten war und zu militärischen Konflikten führte, in die unterschiedliche Stämme der Ureinwohner eingebunden waren. Da auch die Zahl der militärischen Stützpunkte im Gebiet nur gering war, gab es für potentielle Siedler wenig Hoffnung auf Schutz. Erst die britische Eroberung Kanadas im Jahr 1760 und die Vereinbarungen im Pariser Frieden von 1763 sorgten für die notwendige Stabilität, die die Siedlerzahlen rasch steigen ließ.
Im amerikanischen Unabhängigkeitskrieg wurden eine Reihe von militärischen Ereignissen im Gebiet ausgetragen. Die Schlacht von Saratoga, die im Herbst 1777 zwischen den Briten und den amerikanischen Revolutionären im Saratoga County ausgetragen wurde und mit der Niederlage der Briten endete, stellte den Wendepunkt im Bürgerkrieg dar.
Am 7. Februar 1791 erfolgte die Gründung des Saratoga County durch die Abtrennung von Albany County. Mit der etappenweisen Eröffnung des Eriekanal zwischen 1819 und 1825, der im Süden des Countys parallel zum Mohawk River gebaut wurde und das westliche Hinterland sowie die Zuwegungen zu den Großen Seen erschloss sowie dem Bau des Champlainkanals vom Hudson zum Lake Champlain führten zu einem starken wirtschaftlichen Aufschwung des Gebietes; insbesondere entlang der beiden Flüsse entstanden eine Reihe von Industriezentren, die bis heute existieren. Unterstützt wurde die Entwicklung durch die Eröffnung mehrerer Eisenbahnverbindungen, so der Saratoga and Schenectady Railroad (eröffnet 1833) und der Rensselaer and Saratoga Railroad (ab 1835), aber auch einiger weiterer Strecken, die das Gebiet mit den großen Zentren New York City im Süden, Montreal im Norden und Buffalo im Westen verbanden.
Zwischen 1861 und 1864 stellten die Bürger des Countys Truppen für den Bürgerkrieg, insbesondere für das 30. und 77. Infanterieregiment der New York Volonteers sowie das 25. Kavallerieregiment. Kämpfe fanden während des Bürgerkrieges nicht statt.
Nach dem Bürgerkrieg setzte sich die Entwicklung des Gebietes als Industriezentrum kontinuierlich und friedlich fort. Der Börsenkrach (1929) und die Umstellungen des Zweiten Weltkriegs wurden ohne wesentliche Probleme durchstanden. Der in den 1960er Jahren erfolgte Bau einer mautfreien Schnellstraße, des Adirondack Northway, beschleunigte die Expansion von Wirtschaft und Bevölkerung stark. Diese Entwicklung setzt sich bis in die heutigen Tage fort.
Im County liegt ein National Historical Park, der Saratoga National Historical Park. Sechs Orte haben den Status einer National Historic Landmark. 73 Bauwerke und Stätten des Countys sind insgesamt im National Register of Historic Places eingetragen (Stand 17. Februar 2018).

### Bevölkerungszahlen
| Jahr      | 1800    | 1810    | 1820    | 1830   | 1840   | 1850   | 1860   | 1870    | 1880    | 1890    |
| --------- | ------- | ------- | ------- | ------ | ------ | ------ | ------ | ------- | ------- | ------- |
| Einwohner | 24.483  | 33.147  | 36.052  | 38.679 | 40.553 | 45.646 | 51.729 | 51.529  | 55.156  | 57.663  |
| Jahr      | 1900    | 1910    | 1920    | 1930   | 1940   | 1950   | 1960   | 1970    | 1980    | 1990    |
| Einwohner | 61.089  | 61.917  | 60.029  | 63.314 | 65.606 | 74.869 | 89.096 | 121.679 | 153.759 | 181.276 |
| Jahr      | 2000    | 2010    | 2020    | 2030   | 2040   | 2050   | 2060   | 2070    | 2080    | 2090    |
| Einwohner | 200.635 | 219.607 | 235.509 |        |        |        |        |         |         |         |

## Städte und Ortschaften
Zusätzlich zu den unten angeführten selbständigen Gemeinden gibt es im Saratoga County mehrere villages, darunter den Verwaltungssitz des Countys, Ballston Spa.
| Ortschaft        | Status | Einwohner (2010) | Gesamte Fläche [km²] | Landfläche [km²] | Bevölkerungsdichte [Einwohner / km²] | Gründung      | Besonderheit |
| ---------------- | ------ | ---------------- | -------------------- | ---------------- | ------------------------------------ | ------------- | --- |
| Ballston         | town   | 9.776            | 77,8                 | 76,6             | 127,6                                | 1. Apr. 1775  | gegründet als district; Ernennung zur town am 7. März 1788                                                                                |
| Charlton         | town   | 4.133            | 85,4                 | 84,9             | 48,7                                 | 17. März 1792 | |
| Clifton Park     | town   | 36.705           | 130,0                | 124,8            | 294,1                                | 3. März 1828  | gegründet unter dem Namen Clifton; Umbenennung am 31. März 1829                                                                           |
| Corinth          | town   | 6.531            | 150,6                | 147,0            | 44,4                                 | 20. Apr. 1818 | |
| Day              | town   | 856              | 180,1                | 166,0            | 5,2                                  | 17. Apr. 1819 | gegründet unter dem Namen Concord; Umbenennung am 3. Dezember 1827                                                                        |
| Edinburg         | town   | 1.214            | 173,8                | 155,8            | 7,8                                  | 12. März 1801 | gegründet unter dem Namen Northfield; Umbenennung am 6. April 1808                                                                        |
| Galway           | town   | 3.545            | 116,6                | 113,5            | 31,2                                 | 7. März 1792  | |
| Greenfield       | town   | 7.775            | 175,3                | 174,5            | 44,6                                 | 12. März 1793 | |
| Hadley           | town   | 2.048            | 106,4                | 102,8            | 19,9                                 | 27. Feb. 1801 | |
| Halfmoon         | town   | 21.535           | 87,1                 | 84,4             | 255,2                                | 24. März 1772 | gegründet als district; Ernennung zur town am 7. März 1788. Zwischen dem 17. April 1816 und dem 16. Januar 1820 trug es den Namen Orange. |
| Malta            | town   | 14.765           | 81,5                 | 72,3             | 204,2                                | 3. März 1802  | |
| Mechanicville    | city   | 5.196            | 2,4                  | 2,2              | 2361,8                               | 16. Juli 1859 | gegründet als village; erneute Gründung am 14. Mai 1870. Ernennung zur city 1915                                                          |
| Milton           | town   | 18.575           | 92,6                 | 92,4             | 201,0                                | 7. März 1792  | |
| Moreau           | town   | 14.728           | 112,9                | 108,6            | 135,6                                | 28. März 1805 | |
| Northumberland   | town   | 5.087            | 85,3                 | 83,7             | 60,8                                 | 16. März 1798 | |
| Providence       | town   | 1.995            | 116,8                | 113,9            | 17,5                                 | 5. Feb. 1796  | |
| Saratoga         | town   | 5.674            | 111,1                | 105,1            | 54,0                                 | 24. März 1772 | gegründet als district; Ernennung zur town am 7. März 1788                                                                                |
| Saratoga Springs | city   | 26.586           | 74,8                 | 72,7             | 365,7                                | 9. Apr. 1819  | gegründet als town; Ernennung zur city am 7. April 1915                                                                                   |
| Stillwater       | town   | 8.287            | 112,9                | 106,7            | 77,7                                 | 7. März 1788  | |
| Waterford        | town   | 8.423            | 19,2                 | 17,0             | 495,5                                | 17. Apr. 1816 | |
| Wilton           | town   | 16.173           | 93,1                 | 92,8             | 174,3                                | 20. Apr. 1818 | |